# Stadio del 30 giugno
Lo stadio del 30 giugno (in arabo: ملعب 30 يونيو, maleab 30 yuniu) è un impianto sportivo del Cairo, capitale dell'Egitto, della capienza di 30 000 spettatori.
Ospita le partite di due squadre di calcio, il Pyramids e il Future. Ha ospitato varie partite della Coppa d'Africa 2019, tra le quali una semifinale.

## Storia
A seguito delle violenze che scossero il paese nel 2011 e del divieto per i club egiziani di giocare allo stadio internazionale del Cairo, questo stadio diventa il rifugio di varie squadre egiziane. Funge da stadio per le partite casalinghe di Al-Ahly e Zamalek e ospita anche diverse partite della CAF Champions League nel 2012.
L'8 febbraio 2015, ventotto tifosi di calcio sono morti in uno scontro con la polizia ai cancelli dello stadio prima della partita di campionato tra lo Zamalek SC e l'ENPPI. La maggior parte delle vittime è morta schiacciata e soffocata quando la folla ha iniziato a fuggire dopo che la polizia aveva iniziato a lanciare gas lacrimogeni per sgomberare i tifosi che stavano cercando di entrare con la forza nello stadio.